# Protoribates antillensis
Protoribates antillensis är en kvalsterart som först beskrevs av Sandór Mahunka 1985.  Protoribates antillensis ingår i släktet Protoribates och familjen Protoribatidae. Inga underarter finns listade i Catalogue of Life.